# Pădurile primare și bătrâne de fag din Carpați și din alte regiuni ale Europei
Pădurile primare și seculare de fag din Carpați și din alte regiuni ale Europei constituie un sit transnațional compus de tip natural din patrimoniul mondial UNESCO, cuprinzând 93 de părți componente (păduri de fag, Fagus sylvatica) din 18 țări europene.
Inițial, situl a fost listat de UNESCO în 2007, denumit pădurile primare de fag din Carpați, cu zone din zece masive muntoase diferite aflate de-a lungul unei axe de 185 km pornind de la munții Rahăului și creasta Ciornohora din Ucraina până la creasta Poloniny și Munții Vihorlat⁠(en)[traduceți] din Slovacia. În 2011, s-au adăugat pădurile bătrâne de fagi din Germania, alte cinci locuri aflate în diverse părți ale Germaniei.
Situl a trecut printr-o extindere masivă în 2017, când i s-au adăugat păduri din Carpații românești, precum și zone din Munții Balcani, Cantabrici, Alpi, Apenini, Alpii Dinarici și din podișurile Belgiei, precum și încă o serie de noi zone din Ucraina.

## Siturile inițiale, Slovacia-Ucraina

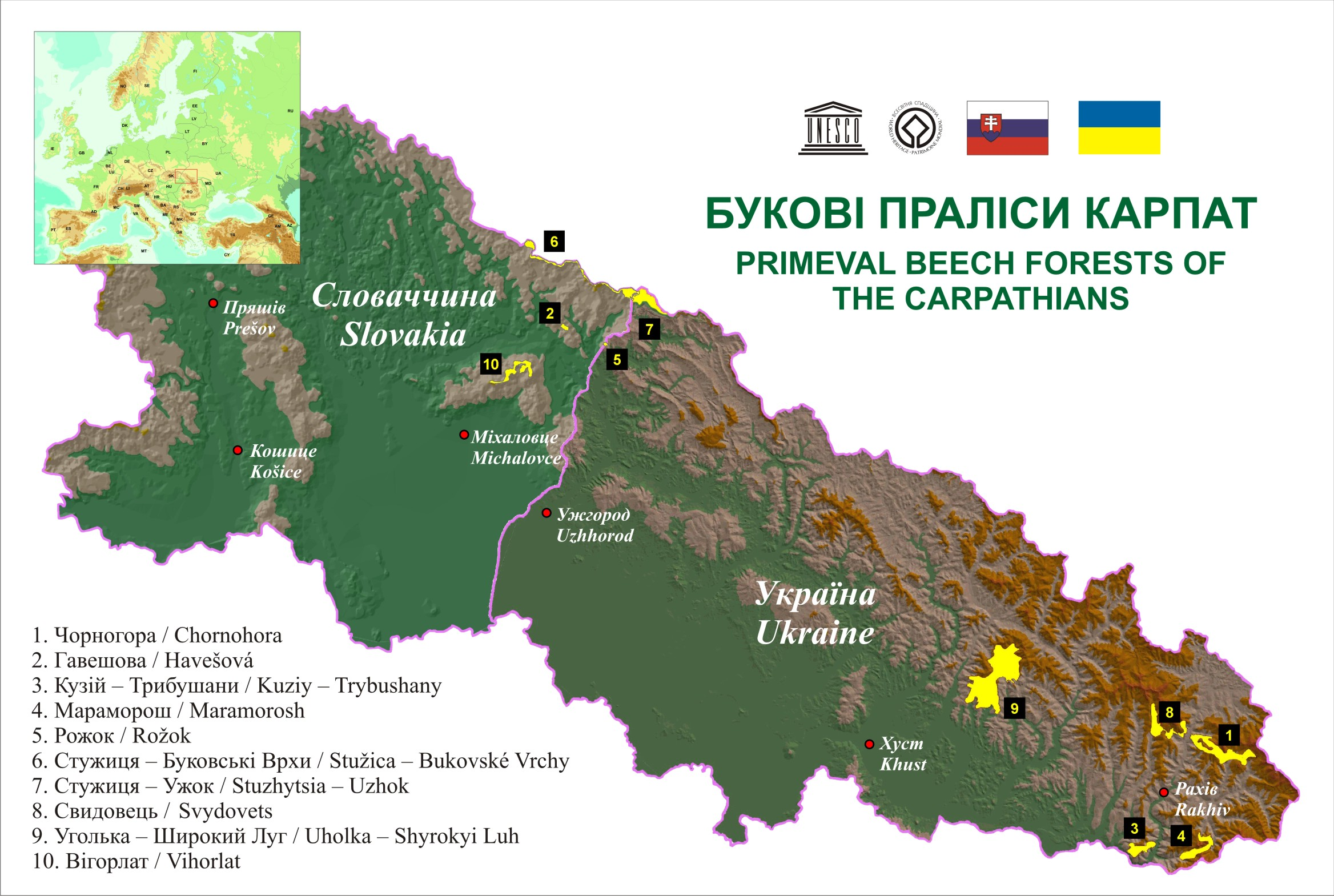
Localizarea masivelor din Carpații Ucrainei și Slovaciei

Siturile inițiale din zona Carpaților acoperă o arie totală de 77,971.6 ha, din care doar 29,278.9 ha compun zona conservată efectiv, restul fiind considerat „zonă tampon”. Pădurile primare de mesteceni din Carpați cuprind zone din regiunile Transcarpatia și Prešov. Peste 70% din sit se află în Ucraina. Zona include două parcuri naționale, o rezervație a biosferei, și câteva zone cu habitat controlat (mai ales în Slovacia). Ambele parcuri naționale, împreună cu o zonă învecinată din Polonia, formează o rezervație a biosferei separată, denumită Rezervația Biosferei Carpații Orientali⁠(en)[traduceți].
În afară de Havešová, Rožok și Stužica⁠(en)[traduceți] (toate aflate în zona Bukovské vrchy), există și o a patra componentă situată în Slovacia, și numită Kyjovský prales din Vihorlat.
Locurile din Ucraina sunt în munții Ciornohora, Kuzîi-Trîbușani, Maramureșului, Stujîțea–Ujok, Svîdiveț, și Uholka–Șîrikîi Luh. Doar câteva din cele zece componente sunt însă accesibile turiștilor. Stužica este singura din cele trei locații din Bukovské vrchy (Slovacia) în care există trasee turistice marcate.
Majoritatea componentelor sitului UNESCO din Slovacia sunt situate în Parcul Național Poloniny⁠(en)[traduceți] în cea mai estică și mai puțin populată parte a țării. Parcul Național a fost înființat la 1 octombrie 1997 cu o arie protejată de 298.05 km² și o zonă tampon de 109.73 km².
| #  | Masiv                                   | Regiune                | Rezervație naturală                     | Zonă conservată | Zonă tampon |
| -- | --------------------------------------- | ---------------------- | --------------------------------------- | --------------- | ----------- |
| 1  | Ciornohora                              | Transcarpatia, Ucraina | Rezervația biosferei Carpați            | 2476.8 ha       | 12925 ha    |
| 2  | Uholka / Pajiștea Largă                 | Transcarpatia, Ucraina | Rezervația biosferei Carpați            | 11860 ha        | 3301 ha     |
| 3  | Svîdiveț⁠(en)[traduceți]                 | Transcarpatia, Ucraina | Rezervația biosferei Carpați            | 3030.5 ha       | 5639.5 ha   |
| 4  | Munții Maramureșului                    | Transcarpatia, Ucraina | Rezervația biosferei Carpați            | 2243.6 ha       | 6230.4 ha   |
| 5  | Kuzii / Trebușeni                       | Transcarpatia, Ucraina | Rezervația biosferei Carpați            | 1369.6 ha       | 3163.4 ha   |
| 6  | Stujîțea / Ujok                         | Transcarpatia, Ucraina | Parcul Național Natural Uj              | 2532 ha         | 3615 ha     |
| 7  | Stužica⁠(en)[traduceți] / Bukovské vrchy | Prešov, Slovacia       | Parcul Național Poloniny⁠(en)[traduceți] | 2950 ha         | 11300 ha    |
| 8  | Rožok                                   | Prešov, Slovacia       | zonele protejate din Prešov             | 67.1 ha         | 41.4 ha     |
| 9  | Vihorlat⁠(en)[traduceți]                 | Prešov, Slovacia       | zonele protejate din Prešov             | 2578 ha         | 2413 ha     |
| 10 | Havešová                                | Prešov, Slovacia       | zonele protejate din Prešov             | 171.3 ha        | 63.9 ha     |

## Pădurile germane, adăugate la extensia din 2011
| #  | Masiv                  | Regiune                          | Rezervație naturală                               | Zonă conservată | Zonă tampon |
| -- | ---------------------- | -------------------------------- | ------------------------------------------------- | --------------- | ----------- |
| 11 | Jasmund                | Mecklenburg-Vorpommern, Germania | Parcul Național Jasmund                           | 492.5 ha        | 2510.5 ha   |
| 12 | Serrahn⁠(en)[traduceți] | Mecklenburg-Vorpommern, Germania | Parcul național Müritz                            | 268.1 ha        | 2568 ha     |
| 13 | Pădurea Grumsiner      | Brandenburg, Germania            | Rezervația Naturală Pădurea Grumsiner             | 590.1 ha        | 274.3 ha    |
| 14 | Hainich                | Turingia, Germania               | Parcul Național Hainich⁠(en)[traduceți]            | 1573.4 ha       | 4085.4 ha   |
| 15 | Kellerwald             | Hesse, Germania                  | Parcul Național Kellerwald-Edersee⁠(en)[traduceți] | 1467.1 ha       | 4271.4 ha   |

## Pădurile din diferite zone ale Europei, adăugate în 2017
| #  | Masiv/Pădure                              | Regiune                                                                  | Rezervație naturală                          | Zonă conservată | Zonă tampon  |
| -- | ----------------------------------------- | ------------------------------------------------------------------------ | -------------------------------------------- | --------------- | ------------ |
| 16 | Râul Gashi⁠(d)                             | Kukës, Albania                                                           | Parcul Național Shebenik-Jabllanicë⁠(d)       | 1.261,52 ha     | 8.977,48 ha  |
| 17 | Rrajca                                    | Kukës, Albania                                                           | Parcul Național Shebenik-Jabllanicë⁠(d)       | 2.129,45 ha     | 2.569,75 ha  |
| 18 | Dürrenstein⁠(d)                            | Austria Inferioară, Austria                                              |                                              | 1.867,45 ha     | 1.545,05 ha  |
| 19 | Hintergebirg                              | Austria Superioară, Austria                                              | Parcul Național Alpii Calcaroși              | 2.946,2 ha      | 14.197,24 ha |
| 20 | Bodinggraben                              | Austria Superioară, Austria                                              | Parcul Național Alpii Calcaroși              | 890,89 ha       |              |
| 21 | Urlach                                    | Austria Superioară, Austria                                              | Parcul Național Alpii Calcaroși              | 264,82 ha       |              |
| 22 | Wilder Graben                             | Austria Superioară, Austria                                              | Parcul Național Alpii Calcaroși              | 1.149,75 ha     |              |
| 23 | Rezervația forestieră „Joseph Zwaenepoel” | Regiunea Capitalei Bruxelles, Belgia · Flandra, Belgia · Valonia, Belgia | Forêt de Soignes                             | 187,34 ha       | 4.650,86 ha  |
| 24 | Grippensdelle A                           | Regiunea Capitalei Bruxelles, Belgia · Flandra, Belgia · Valonia, Belgia | Forêt de Soignes                             | 24,11 ha        |              |
| 25 | Grippensdelle B                           | Regiunea Capitalei Bruxelles, Belgia · Flandra, Belgia · Valonia, Belgia | Forêt de Soignes                             | 37,38 ha        |              |
| 26 | Réserve forestière du Ticton A            | Regiunea Capitalei Bruxelles, Belgia · Flandra, Belgia · Valonia, Belgia | Forêt de Soignes                             | 13,98 ha        |              |
| 27 | Réserve forestière du Ticton B            | Regiunea Capitalei Bruxelles, Belgia · Flandra, Belgia · Valonia, Belgia | Forêt de Soignes                             | 6,5 ha          |              |
| 28 | Rezervația Boatin⁠(d)                      | Loveci, Bulgaria                                                         | Parcul Național Balcanii Centrali            | 1.226,88 ha     | 851,22 ha    |
| 29 | Rezervația Țaricina⁠(d)                    | Loveci, Bulgaria                                                         | Parcul Național Balcanii Centrali            | 1.485,81 ha     | 1.945,99 ha  |
| 30 | Rezervația Kozea stena⁠(d)                 | Loveci, Bulgaria                                                         | Parcul Național Balcanii Centrali            | 644,43 ha       | 289,82 ha    |
| 31 | Rezervația Severen Djendem⁠(d)             | Loveci, Bulgaria                                                         | Parcul Național Balcanii Centrali            | 591,2 ha        | 1.480,04 ha  |
| 32 | Rezervația Severen Djendem                | Loveci, Bulgaria                                                         | Parcul Național Balcanii Centrali            | 926,37 ha       | 1.066,47 ha  |
| 33 | Rezervația Stara reka                     | Plovdiv, Bulgaria                                                        | Parcul Național Balcanii Centrali            | 2.466,1 ha      | 1.762,01 ha  |
| 34 | Rezervația Djendema⁠(d)                    | Plovdiv, Bulgaria                                                        | Parcul Național Balcanii Centrali            | 1.774,12 ha     | 2.576,63 ha  |
| 35 | Rezervația Peeși skali⁠(d)                 | Gabrovo, Bulgaria Loveci, Bulgaria                                       | Parcul Național Balcanii Centrali            | 1.049,1 ha      | 968,14 ha    |
| 36 | Rezervația Sokolna⁠(d)                     | Stara Zagora, Bulgaria                                                   | Parcul Național Balcanii Centrali            | 824,9 ha        | 780,55 ha    |
| 37 | Hajdučki i Rožanski kukovi                | Lika-Senj, Croația                                                       | Parcul Natural Velebit                       | 1.289,11 ha     | 9.869,25 ha  |
| 38 | Suva draga-Klimenta                       | Lika-Senj, Croația                                                       | Parcul Național Paklenica⁠(d)                 | 1.241,04 ha     | 414,76 ha    |
| 39 | Oglavinovac-Javornik                      | Lika-Senj, Croația                                                       | Parcul Național Paklenica⁠(d)                 | 790,74 ha       | 395,35 ha    |
| 40 | Valle Cervara                             | Abruzzo, Italia                                                          | Parcul Național Abruzzo, Lazio și Molise⁠(d)  | 119,7 ha        | 751,61 ha    |
| 41 | Selva Moricento                           | Abruzzo, Italia                                                          | Parcul Național Abruzzo, Lazio și Molise⁠(d)  | 192,7 ha        |              |
| 42 | Coppo del Morto                           | Abruzzo, Italia                                                          | Parcul Național Abruzzo, Lazio și Molise⁠(d)  | 104,71 ha       | 415,51 ha    |
| 43 | Coppo del Principe                        | Abruzzo, Italia                                                          | Parcul Național Abruzzo, Lazio și Molise⁠(d)  | 194,49 ha       | 446,62 ha    |
| 44 | Val Fondillo                              | Abruzzo, Italia                                                          | Parcul Național Abruzzo, Lazio și Molise⁠(d)  | 325,03 ha       | 700,95 ha    |
| 45 | Cozzo Ferriero                            | Basilicata, Italia                                                       | Parcul Național Pollino⁠(d)                   | 95,74 ha        | 482,61 ha    |
| 46 | Foresta Umbra                             | Puglia, Italia                                                           | Rezervația Naturală Foresta Umbra⁠(d)         | 182,23 ha       | 1.752,54 ha  |
| 47 | Monte Cimino                              | Lazio, Italia                                                            |                                              | 57,54 ha        | 87,96 ha     |
| 48 | Monte Raschio                             | Lazio, Italia                                                            |                                              | 73,73 ha        | 54,75 ha     |
| 49 | Sasso Fratino                             | Emilia-Romagna, Italia                                                   | Rezervația Naturală Sasso Fratino⁠(d)         | 781,43 ha       | 6.936,64 ha  |
| 50 | Cheile Nerei-Beușnița                     | Caraș-Severin, România                                                   | Parcul Național Cheile Nerei - Beușnița      | 4.292,27 ha     | 5.959,87 ha  |
| 51 | Izvoarele Nerei                           | Caraș-Severin, România                                                   | Parcul Național Cheile Nerei - Beușnița      | 4.677,21 ha     | 2.494,83 ha  |
| 52 | Munții Făgăraș                            | Brașov, România                                                          | Codrul secular Șinca                         | 338,24 ha       | 445,76 ha    |
| 53 | Munții Rarău                              | Suceava, România                                                         | Codrul secular Slătioara                     | 609,12 ha       | 429,43 ha    |
| 54 | Masivul Cozia                             | Vâlcea, România                                                          | Parcul Național Cozia                        | 2.285,86 ha     | 2.408,83 ha  |
| 55 | Cozia – Lotrișor                          | Vâlcea, România                                                          | Parcul Național Cozia                        | 1.103,3 ha      |              |
| 56 | Domogled-Coronini- Bedina                 | Caraș-Severin, România · Mehedinți, România · Gorj, România              | Parcul Național Domogled - Valea Cernei      | 5.110,63 ha     | 51.461,28 ha |
| 57 | Iauna - Craiova                           | Caraș-Severin, România · Mehedinți, România · Gorj, România              | Parcul Național Domogled - Valea Cernei      | 3.517,36 ha     |              |
| 58 | Ciucevele Cernei                          | Caraș-Severin, România · Mehedinți, România · Gorj, România              | Parcul Național Domogled - Valea Cernei      | 1.104,27 ha     |              |
| 59 | Groșii Țibleșului – Izvorul Șurii         | Maramureș, România                                                       | Arcer - Țibleș Bran                          | 210,55 ha       | 563,57 ha    |
| 60 | Groșii Țibleșului - Preluci               | Maramureș, România                                                       | Arcer - Țibleș Bran                          | 135,82 ha       |              |
| 61 | Strâmbu Băiuț                             | Maramureș, România                                                       |                                              | 598,14 ha       | 713,09 ha    |
| 62 | Krokar                                    | Slovenia                                                                 |                                              | 74,5 ha         | 47,9 ha      |
| 63 | Snežnik⁠(d)-Ždrocle                        | Slovenia                                                                 |                                              | 720,24 ha       | 128,8 ha     |
| 64 | Sierra de Ayllón⁠(d)                       | Castilla-La Mancha, Spania                                               | Hayedos de Ayllon - Tejera Negra⁠(d)          | 255,52 ha       | 13.880,86 ha |
| 65 | Sierra de Ayllón⁠(d)                       | Madrid, Spania                                                           | Hayedos de Ayllon - Montejo⁠(d)               | 71,79 ha        |              |
| 66 | Hayedos de Navarra – Lizardoia            | Navarra, Spania                                                          | Rezervația Integrală Lizardoia               | 63,97 ha        | 24.494,52 ha |
| 67 | Hayedos de Navarra - Aztaparreta⁠(d)       | Navarra, Spania                                                          | Reservația Integrală Barranco de Aztaparreta | 171,06 ha       |              |
| 68 | Cuesta Fria                               | Castilia și León, Spania                                                 | Parcul Național Picos de Europa⁠(d)           | 213,65 ha       | 14.253 ha    |
| 69 | Canal de Asotin                           | Castilia și León, Spania                                                 | Parcul Național Picos de Europa⁠(d)           | 109,58 ha       |              |
| 70 | Gorganî⁠(d)                                | Ivano-Frankivsk, Ucraina                                                 |                                              | 753,48 ha       | 4.637,59 ha  |
| 71 | Roztocicea⁠(d)                             | Lviv, Ucraina                                                            |                                              | 384,81 ha       | 598,21 ha    |
| 72 | Satanіvska Dacea⁠(d)                       | Hmelnîțkîi, Ucraina                                                      | Podilskîi Tovtrî⁠(d)                          | 212,01 ha       | 559,37 ha    |
| 73 | Darvaika                                  | Transcarpatia, Ucraina                                                   | Sînevîr⁠(d)                                   | 1.588,46 ha     | 312,32 ha    |
| 74 | Kvasoveț                                  | Transcarpatia, Ucraina                                                   | Sînevîr⁠(d)                                   | 561,62 ha       | 333,63 ha    |
| 75 | Strîmba                                   | Transcarpatia, Ucraina                                                   | Sînevîr⁠(d)                                   | 260,65 ha       | 191,14 ha    |
| 76 | Vilșanî                                   | Transcarpatia, Ucraina                                                   | Sînevîr⁠(d)                                   | 454,31 ha       | 253,85 ha    |
| 77 | Irșavka                                   | Transcarpatia, Ucraina                                                   | Zacearovanîi Krai⁠(d)                         | 93,97 ha        | 1.275,44 ha  |
| 78 | Velîkîi Dil                               | Transcarpatia, Ucraina                                                   | Zacearovanîi Krai⁠(d)                         | 1.164,16 ha     |              |